# Paine Ridge
Paine Ridge ist ein säbelförmiger und größtenteils unvereister Gebirgskamm im nördlichen Viktorialand. In den Usarp Mountains erstreckt er sich vom DeGoes-Kliff bis zum südwestlichen Ende der Morozumi Range.
Der United States Geological Survey kartierte ihn anhand eigener Vermessungen und Luftaufnahmen der United States Navy aus den Jahren von 1960 bis 1963. Das Advisory Committee on Antarctic Names benannte ihn 1970 nach Roland D. Paine Jr., zuständig für Öffentlichkeitsarbeit bei der National Science Foundation, der von 1960 bis 1961 und von 1968 bis 1969 auf der McMurdo-Station tätig war.